# Tarakeswar
Tarakeswar é uma cidade e um município no distrito de Hugli, no estado indiano de Bengala Ocidental.

## Geografia
Tarakeswar está localizada a 22° 53′ N, 88° 01′ L. Tem uma altitude média de 18 metros (59 pés).

## Demografia
Segundo o censo de 2001, Tarakeswar tinha uma população de 28 178 habitantes. Os indivíduos do sexo masculino constituem 53% da população e os do sexo feminino 47%. Tarakeswar tem uma taxa de literacia de 72%, superior à média nacional de 59,5%: a literacia no sexo masculino é de 78% e no sexo feminino é de 66%. Em Tarakeswar, 10% da população está abaixo dos 6 anos de idade.